# Anata Nashi de wa Ikite Yukenai

Coperta Anata Nashi de wa Ikite Yukenai

"Anata Nashi de wa Ikite Yukenai" (あなたなしでは生きてゆけない?) - (Nu pot trăi fără tine) este primul single al trupei japoneze Berryz Kobo. A fost lansat pe 3 martie 2004, iar Single V-ul pe 17 martie 2004.

## Track List

### CD
1. Anata Nashi de wa Ikite Yukenai (あなたなしでは生きてゆけない - Nu pot trăi fără tine) - 3:59 
2. BERRY FIELDS (Regiunile Berry) - 3:15 
3. Anata Nashi de wa Ikite Yukenai (Instrumental) (あなたなしでは生きてゆけない (Instrumental)) - 3:59

### Single V
1. Anata Nashi de wa Ikite Yukenai (あなたなしでは生きてゆけない) 
2. Anata Nashi de wa Ikite Yukenai (Dance Shot Version) (あなたなしでは生きてゆけない （Dance Shot Version）) 
3. Making Of (メイキング映像)

## Credite
1. Anata Nashi de wa Ikite Yukenai (あなたなしでは生きてゆけない) 
- Versuri: Tsunku (つんく)
- Compoziție: Tsunku
- Aranjare: AKIRA

2. BERRY FIELDS 
- Versuri: Tsunku
- Compoziție: Tsunku
- Aranjare: Morio Takashi (森尾崇)

## Interpretări în concerte
- 2004 Natsu First Concert Tour "W Stand-by! Double U & Berryz Koubou!"
- Berryz Koubou Live Tour 2005 Shoka Hatsu Tandoku ~Marugoto~
- Berryz Koubou Live Tour 2005 Aki ~Switch On!~
- Hello Pro Party! 2005 ~Matsuura Aya Captain Kouen~ (de Kago Ai, Shibata Ayumi și Ootani Masae)
- Berryz Koubou Concert Tour 2006 Haru ~Nyoki Nyoki Champion!~ (de Natsuyaki Miyabi și Sugaya Risako)
- 2007 Sakura Mankai Berryz Koubou Live ~Kono Kandou ha Nidoto Nai Shunkan de Aru~
- Berryz Koubou Concert 2007 Haru ~Zoku Sakura Mankai Golden Week -Compilation~
- Berryz Koubou Concert Tour 2009 Haru ~Sono Subete no Ai ni~

## Prestații TV
- 04.04.2004 - AX MUSIC TV
- 05.03.2004 - Music Station
- 07.03.2004 - Hello! Morning
- 11.03.2004 - Utaban

## Informații
- Data lansării: 3 martie 2004
- Înregistrare: 2004
- Durata: 11:13
- Label: PICCOLO TOWN
- Producător: Tsunku